# Бергман, Алан
Алан Бергман (англ. Alan Bergman; 11 сентября 1925, Бруклин, Нью-Йорк — 17 июля 2025) — американский автор песен, работавший вместе со своей супругой Мэрилин Бергман, трижды лауреат премии «Оскар» (1969 — за текст к лучшей песне к фильму — The Windmills of Your Mind из «Аферы Томаса Крауна», 1974 — за текст к лучшей песне к фильму — The Way We Were из «Встречи двух сердец», 1984 — за запись песен к фильму «Йентл»). Также был удостоен 2 премий «Грэмми» (включая награду за лучшую песню года) и 4 премий «Эмми».

## Биография
Своё образование Бергман получил в Университете Северной Каролины в Чапел-Хилл и в Калифорнийском университете в Лос-Анджелесе. Его карьера в шоу-бизнесе началась в начале 1950-х годов на телевидении, где он был режиссёром детских телевизионных шоу.
В 1958 году он женился на Мэрилин Бергман, которая также родилась и выросла в Бруклине, но их встреча состоялась лишь в Лос-Анджелесе. Вместе они написали музыку и слова ко многим знаменитым фильмам, мюзиклам и телевизионным проектам. Пара 14 раз номинировалась на премию «Оскар» за Лучшую оригинальную песню, при этом в 1983 году получила сразу три номинации из четырёх имеющихся. Премии киноакадемии они удостаивались дважды. Впервые в 1968 году за песню «The Windmills of Your Mind», прозвучавшую в фильме «Афера Томаса Крауна», а затем в 1973 году — за «The Way We Were» из картины «Встреча двух сердец».
В 1980 году Алан и Мэрилин были включены в Зал славы поэтов-песенников, а в 1995 году получили докторскую степень в Музыкальном колледже Беркли. Алан Бергман является членом правления основанного Барброй Стрейзанд фонда «The Streisand Foundation».
В 2007 году Бергман выпустил свой первый вокальный альбом под названием «Lyrically, Alan Bergman», в котором собраны его наиболее известные песни.
Алан Бергман умер естественной смертью у себя дома, в Лос-Анджелесе, штат Калифорния, 17 июля 2025 года, в возрасте 99 лет.